# Diapensiaceae
Diapensiaceae es una pequeña familia de plantas de flores con siete géneros que contienen unas 20 especies. Son pequeños arbustos o plantas herbáceas que se desarrollan en zonas templadas o boreales de Norteamérica, Europa (en zonas alpinas) y Asia.

## Descripción
Estas especies son en su mayoría de hoja perenne, plantas herbáceas o pequeños subarbustos. Crecen en posición vertical a rastreras. A menudo con micorriza. Las hojas en espiral, y con frecuencia demasiados juntas y son pecioladas o sésiles. La lámina de la hoja es simple o pinnada. Los márgenes de las hojas son lisas, dentadas o serradas. Las hojas de algunas especies de Diapensia, Galax y Shortia son de color rojizo a púrpura  por las antocianinas de color naranja-bronce.

## Taxonomía
La familia fue descrita por John Lindley y publicado en An Introduction to the Natural System of Botany 233. 1836.	El género tipo es: Diapensia L.

## Géneros
- Berneuxia Decne.
- Diapensia L.
- Galax Sims
- Pyxidanthera Michx.
- Schizocodon Siebold & Zucc.
- Shortia Torr. & A.Gray

En el sistema Cronquist esta familia estaba incluida en el orden Diapensiales, pero recientes estudios lo emplazan en Ericales.